# سنت چارلز (ایلینوی)
سنت چارلز، ایلینوی (به انگلیسی: St. Charles, Illinois) یک شهر در ایالات متحده آمریکا با جمعیت ۳۳٬۳۲۷ نفر است که در ایلی‌نوی واقع شده‌است.

## موقعیت جغرافیایی
موقعیت جغرافیایی شهرها و مناطق اطراف به شرح زیر است: